# Dominik Schmidt
Dominik Schmidt, né le 1er juillet 1987 à Berlin en Allemagne, est un footballeur allemand reconverti entraîneur. Il évoluait comme stoppeur et a pris sa retraite en 2023.

## Biographie
Dominik Schmidt n'a fréquenté aucun centre de formation, après avoir joué dans le petit club de 1. FC Lübars, il évolue dans les équipes de jeunes de trois équipes de 7e division, le Reinickendorfer Füchse, le Nordberliner SC et le SV Tasmania Gropiusstadt 73.
En 2006, âgé de 19 ans, il est recruté par l'équipe réserve du Werder Brême, club de Bundesliga. Après trois saisons, il signe son premier contrat professionnel en 2009.
Toutefois, il n'intègre réellement la groupe pro qu'en 2010. Il fait sa première apparition en match officiel le 24 novembre 2010 en Ligue des champions lors d'une défaite (0-3) contre les Spurs de Tottenham.
Le week-end suivant, il dispute son premier match en Bundesliga lors d'une victoire (3-0) contre le FC Sankt Pauli.
Le 11 juillet 2011, il s'engage avec l'Eintracht Francfort, fraichement relégué en 2.Bundesliga.
Ne confirmant pas avec Francfort, disputant un seul match durant la saison, il rejoint le SC Preußen Münster en 3.Liga pour la saison 2012-2013.

## Palmarès
Vierge